# Cross Road Blues
«Cross Road Blues» (более известная как «Crossroads») — одна из самых известных песен Роберта Джонсона, выпущенная в 1937 году.

## Интерпретация текста
Историк Леон Литвак и другие утверждают, что песня относится к общему «Страху», который испытывали чернокожие, которые бывали обнаружены в одиночку в тёмное время суток, и что Джонсон, скорее всего, поёт об отчаянии найти дорогу домой из незнакомого места как можно быстрее, опасаясь линчевания.
Кроме того, текст может являться намеком на комендантский час, который был наложен на чернокожих на Юге США.
Также предполагается, что эта песня и о более глубоком и личном одиночестве.

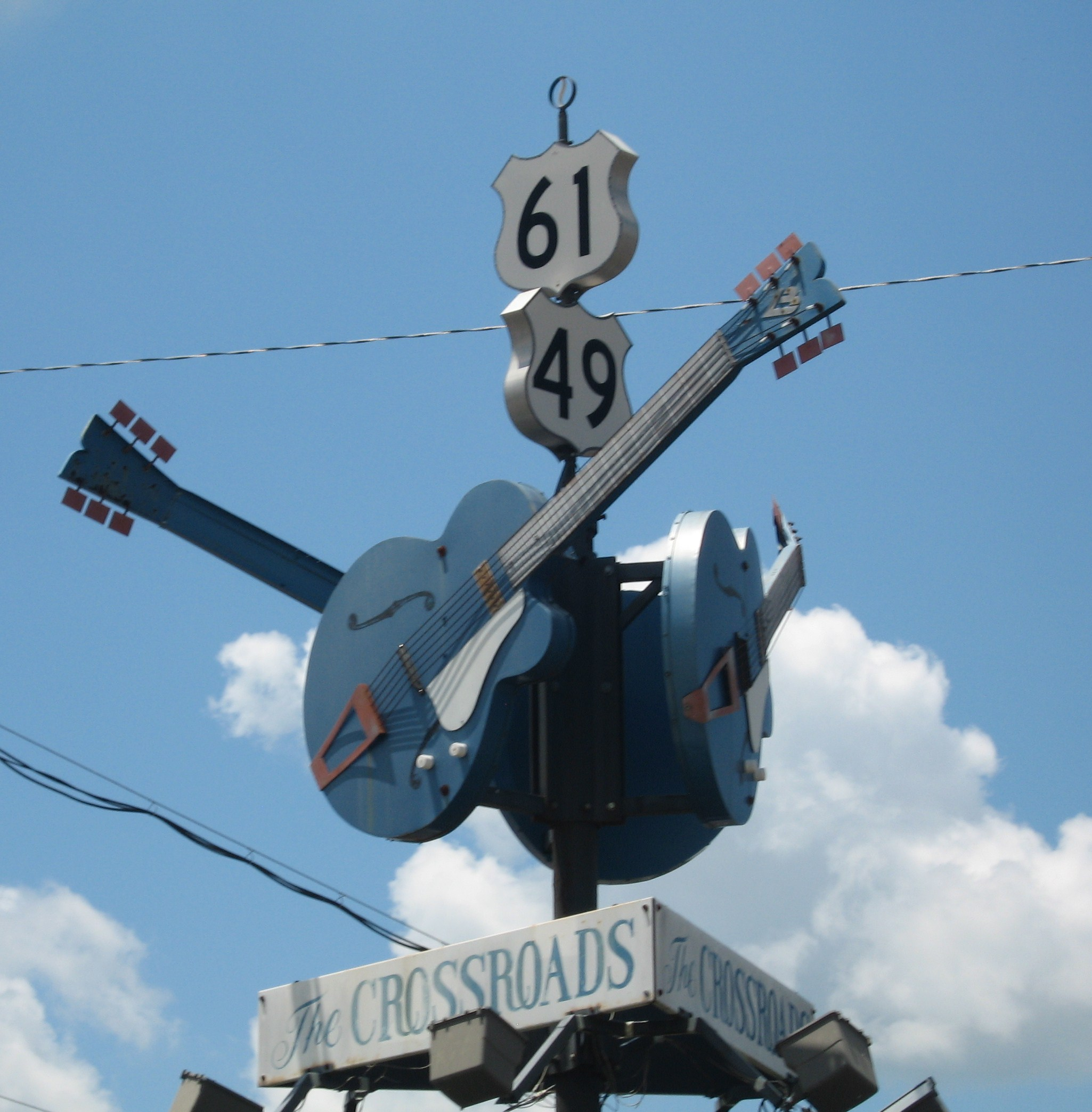
«Перекресток», где Роберт Джонсон якобы продал душу дьяволу в обмен на мастерство блюза, в соответствии с легендой. Это пересечение 61 и 49 дороги, в Кларксдейл, штат Миссисипи, США

## Кавер-версии
Позже ряд музыкантов записали каверы на эту песню. Самой известной стала версия группы Cream, записанная 10 марта 1968 года. Запись была организована гитаристом Эриком Клэптоном. В их версии песня попала в список «500 величайших песен всех времён» по версии журнала Rolling Stone.